# Heraklovi stupovi
Heraklovi stupovi (arapski: أعمدة هرقل, Aʿmidat Hiraql, grčki: Ἡράκλειαι Στῆλαι, (H)Erákleiai Stílai, engleski: Pillars of Hercules, latinski: Columnae Herculis, španjolski: Columnas de Hércules) antički je naziv za ispupčenja koje se nalaze na boku istočnog ulaza Gibraltarskih vrata. Sjeverni stup, Calpe Mons, je Gibraltarska stijena. Identitet južnog stupa, Abila Mons, tijekom povijesti je osporen. ↓1 Dva najvjerojatnija kandidata za južni stup su Monte Hacho u Ceuti i Jebel Musa u Maroku.